# Odprto prvenstvo Anglije 2019
Odprto prvenstvo Anglije 2019 je teniški turnir za Grand Slam, ki je med 1. in 14. julijem 2019 potekal v Londonu.

## Moški posamično
- Novak Đoković :  Roger Federer, 7–6(7–5), 1–6, 7–6(7–4), 4–6, 13–12(7–3)

## Ženske posamično
- Simona Halep :  Serena Williams, 6–2, 6–2

## Moške dvojice
- Juan Sebastián Cabal /  Robert Farah :  Nicolas Mahut /  Édouard Roger-Vasselin, 6–7(5–7), 7–6(7–5), 7–6(8–6), 6–7(5–7), 6–3

## Ženske dvojice
- Hsieh Su-wei /  Barbora Strýcová :  Gabriela Dabrowski /  Šu Jifan, 6–2, 6–4

## Mešane dvojice
- Ivan Dodig /  Latiša Čan :  Robert Lindstedt /  Jeļena Ostapenko, 6–2, 6–3